# Acaena splendens
Acaena splendens là loài thực vật có hoa trong họ Hoa hồng. Loài này được Hook. & Arn. mô tả khoa học đầu tiên.